# تابولدا
تابولدا (انگلیسی: Tabulda) یک شهرک در شهرستان استرلیباشفسکی استان باشقیرستان کشور روسیه است.